# Чептура де Жос
Чептура де Жос (на румънски: Ceptura de Jos) е село в централна Румъния, административен център на община Чептура в окръг Прахова. Населението му е около 2518 души (2002).
Разположено е на 153 m надморска височина в Долнодунавската равнина, в подножието на Карпатите, на 25 km североизточно от град Плоещ.